# مرس الخير
  مرس الخير (بالإنجليزية: MERS EL KHEIR)‏ هي جماعة قروية تابعة لعمالة الصخيرات تمارة ضمن جهة الرباط سلا زمور زعير بالمغرب.  بلغ مجموع عدد سكان   مرس الخير حسب إحصاءات 2004 حوالي 14488 نسمة  يعيشون في 2725 أسرة.

## إحصاء عام
| السنة | عدد السكان | عدد الأسر | عدد الأجانب |
| ----- | ---------- | --------- | ----------- |
| 1994  | 6665       | 1108      | °°°°        |
| 2004  | 14488      | 2725      | 16          |

## دواوير الجماعة
دوار اولاد عكبة
دوار لولالدة اولاد عليان